# Канале
Кана̀ле (на италиански: Canale; на пиемонтски: Canal, Канал) е градче и община в Северна Италия, провинция Кунео, регион Пиемонт. Разположено е на 194 m надморска височина. Населението на общината е 5791 души (към 2011 г.).